# Amata atereus
Amata atereus là một loài bướm đêm thuộc phân họ Arctiinae, họ Erebidae.